# Real Academia de Cultura Valenciana
La Real Academia de Cultura Valenciana (oficialmente Real Acadèmia de Cultura Valenciana), también conocida por sus siglas RACV, es una corporación de derecho público de la Comunidad Valenciana (España) creada bajo el patrocinio de la Diputación Provincial de Valencia. Su origen se remonta al año 1915, cuando se creó la entidad Centro de Cultura Valenciana para el estudio de la lengua y cultura valencianas. Se llamaría así hasta que en 1978 pasó a denominarse Academia de Cultura Valenciana hasta 1991, año en el que se le concedió el título de Real. Es una fundación pública de la Diputación Provincial de Valencia. En abril de 2015 fue nombrada oficialmente institución consultiva de la Generalidad Valenciana en materia de patrimonio cultural, si bien este nombramiento fue derogado meses más tarde, en enero de 2016. Tiene su sede en la calle Avellanas de la ciudad de Valencia, en un palacio cedido por el Ayuntamiento a cambio de que su biblioteca esté abierta al público.
Según sus estatutos el objeto de la Real Academia de Cultura Valenciana es la investigación, conocimiento, fomento y promoción de la cultura del antiguo Reino de Valencia (hoy Comunidad Valenciana), así como la defensa de los valores y señas de identidad del pueblo valenciano, para cuya finalidad recibe subvenciones públicas.
Desde los años 80, esta institución defiende las Normas del Puig para codificar al valenciano, una normativa diferente a la oficial, representada por la Academia Valenciana de la Llengua. Pese a que la RACV carece de carácter normativo para la lengua valenciana, esto no le impide recibir cuantiosas subvenciones públicas, drásticamente reducidas en tiempos más recientes, por la consideración de interés público que ostentan sus actividades y por su defensa, entre otras cosas, del autogobierno y del derecho civil valenciano. En palabras del director de la sección de lengua y literatura, Voro López, la entidad reconoce que el valenciano y el catalán forman parte de la misma familia lingüística (lenguas occitanorromances[cita requerida]), si bien no están de acuerdo en usar la misma normativa que en Cataluña.

## Historia

### Centro de Cultura Valenciana

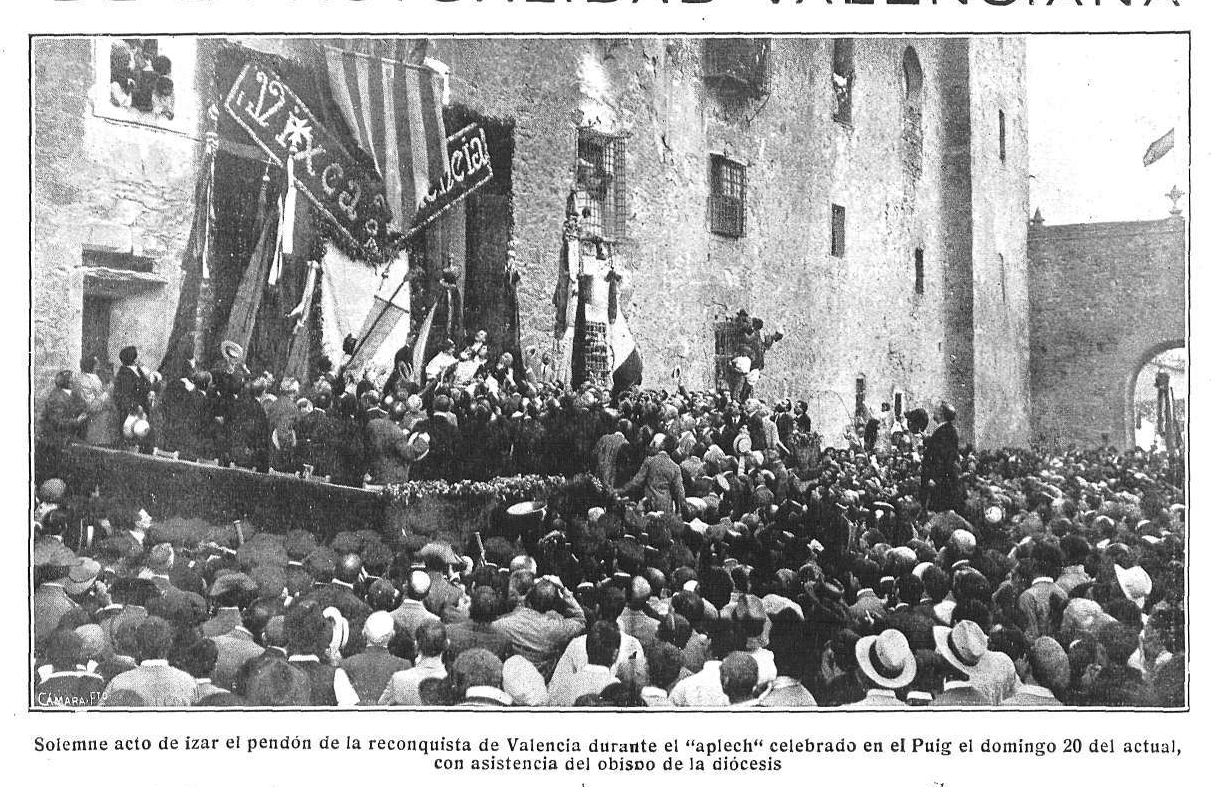
Imágenes del primer Aplec del Puig, de 1915.

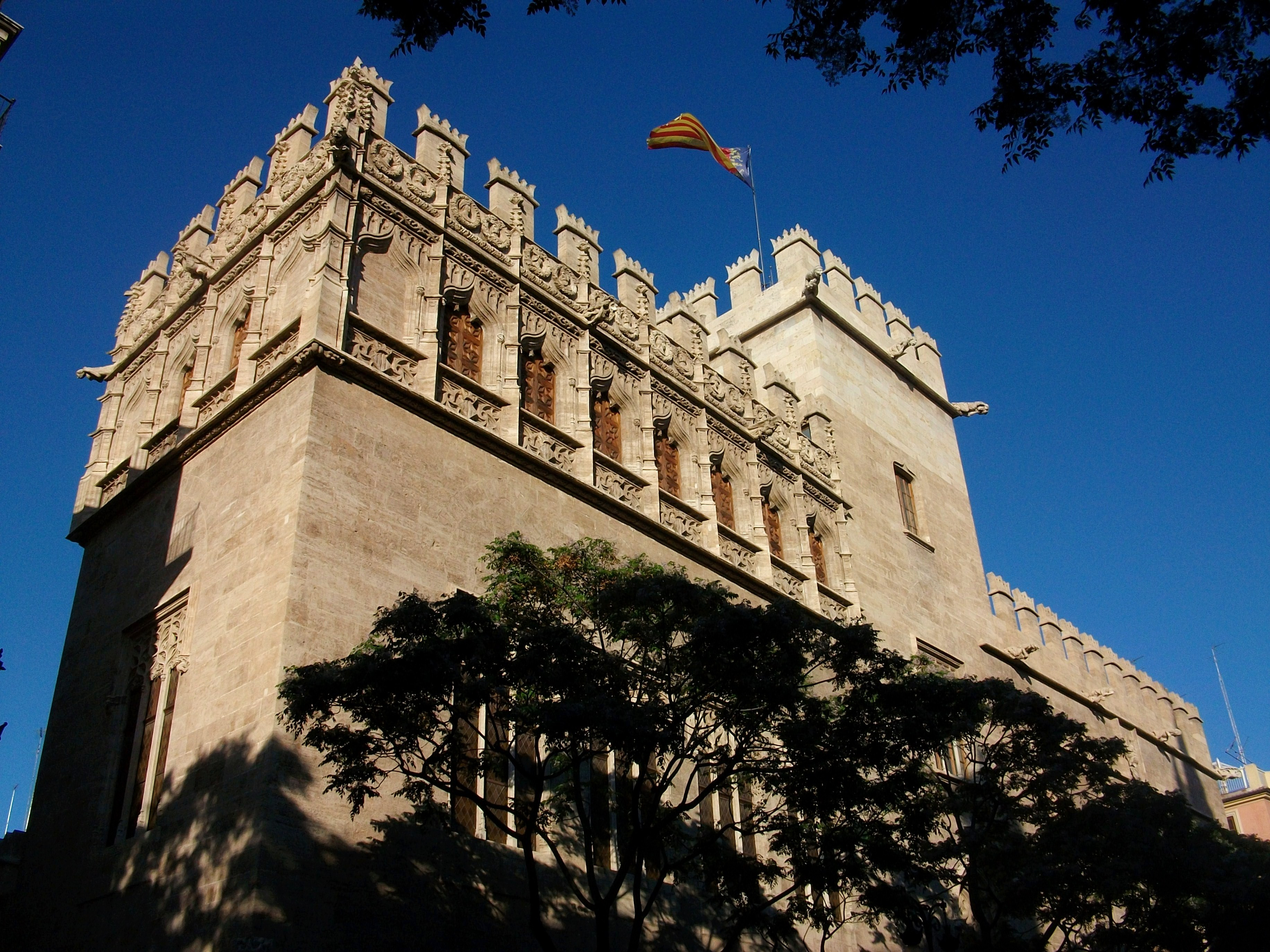
Vista del Consulado del Mar en la Lonja de la Seda, en cuyo salón la RACV celebra sus actos más solemnes.

Su origen data del 15 de enero de 1915, cuando el entonces Presidente de la Diputación de Valencia, José Martínez Aloy y el diputado Juan Pérez Lucia, fundaron el Centro de Cultura Valenciana. Originariamente ideado como una réplica del Instituto de Estudios Catalanes, Sus inicios fueron polémicos, con críticas de valencianistas como Miquel Duran i Tortajada por su carácter localista y bilinguista, y por el poco rigor a la hora de elegir a sus miembros.
A pesar de su origen en la Diputación de Valencia, el Ayuntamiento de la ciudad pronto se sumó a este proyecto, apoyando a la nueva entidad cultural desde 1917, cuando, la corporación municipal cedió para sede social del Salón del Consulado del Mar de La Lonja de la Seda de Valencia.
Inicialmente solo había seis miembros o Directores con carácter vitalicio, que tenían independencia de cualquier otra entidad. También, y debido a ese origen público, tuvo representación de las dos entidades que daban apoyo institucional y económico al Centro, la Diputación y el Ayuntamiento, de manera que a los seis miembros de hecho se sumaban dos diputados y dos concejales, más los cronistas, tanto de la provincia como del Ayuntamiento de Valencia.
El Centro de Cultura Valenciana impulsó la Cátedra de Lengua Valenciana en la Universidad de Valencia. El 27 de enero de 1918 el padre Fullana ofreció su primera lección. El Centro de Cultura Valenciana también se distinguió por el fomento del uso de la lengua valenciana y su enseñanza. En la sesión del 28 de noviembre de 1918, además de patrocinar la Gramática del padre Fullana y la Cátedra de la Lengua Valenciana de la Universidad, proclamaba:

...hay necesidad de que en la escuela, al mismo tiempo que el castellano, se enseñe el idioma valenciano, pues solamente así se conseguirá la necesaria instrucción de nuestro pueblo, que hoy tiene que luchar con obstáculos insuperables para poder llevar a cabo sus conocimientos.
Historia de Lo Rat Penat

La cátedra fue suprimida durante la dictadura de Primo de Rivera y no fue restaurada tras el fin de la dictadura. En 1932 sería una de las cinco entidades que cerraría el acuerdo definitivo para la firma de las Normas de Castellón, adaptación a las formas valencianas de la normativa del catalán propugnada por el Instituto de Estudios Catalanes que sería ratificada por la práctica totalidad de personalidades y entidades valencianistas.
En 1926 se reestructura internamente y se crean cuatro secciones, Lengua y Literatura, Etnografía y Folclore, Historia y Arqueología y Prehistória y Antropología. Tras la Guerra Civil se agregaron tres más:  Ciencias Naturales, Geografía del Reino de Valencia y Filología Valenciana. Finalmente, durante los años 50 se añadieron Conferencia Club, Cronistas del Reino de Valencia y Protectores de las Cruces y de los ermitorios del Reino de Valencia.
De esta manera, el Centro de Cultura Valenciana se configuró como un centro de investigación en diversas áreas relacionadas con la cultura valenciana, normalmente de ámbito local. Tuvo un cierto papel cultural en la vida social valenciana durante el franquismo, si bien de carácter secundario. En 1946 ingresó en el Patronato José María Quadrado, perteneciente al Consejo Superior de Investigaciones Científicas, que agrupaba a distintos centros de estudios regionales. El patronato fue disuelto en 1978, siendo sucedido, en 1981, por la Confederación Española de Centros de Estudios Locales, de la cual forma parte también la RACV.

### Academia de Cultura Valenciana

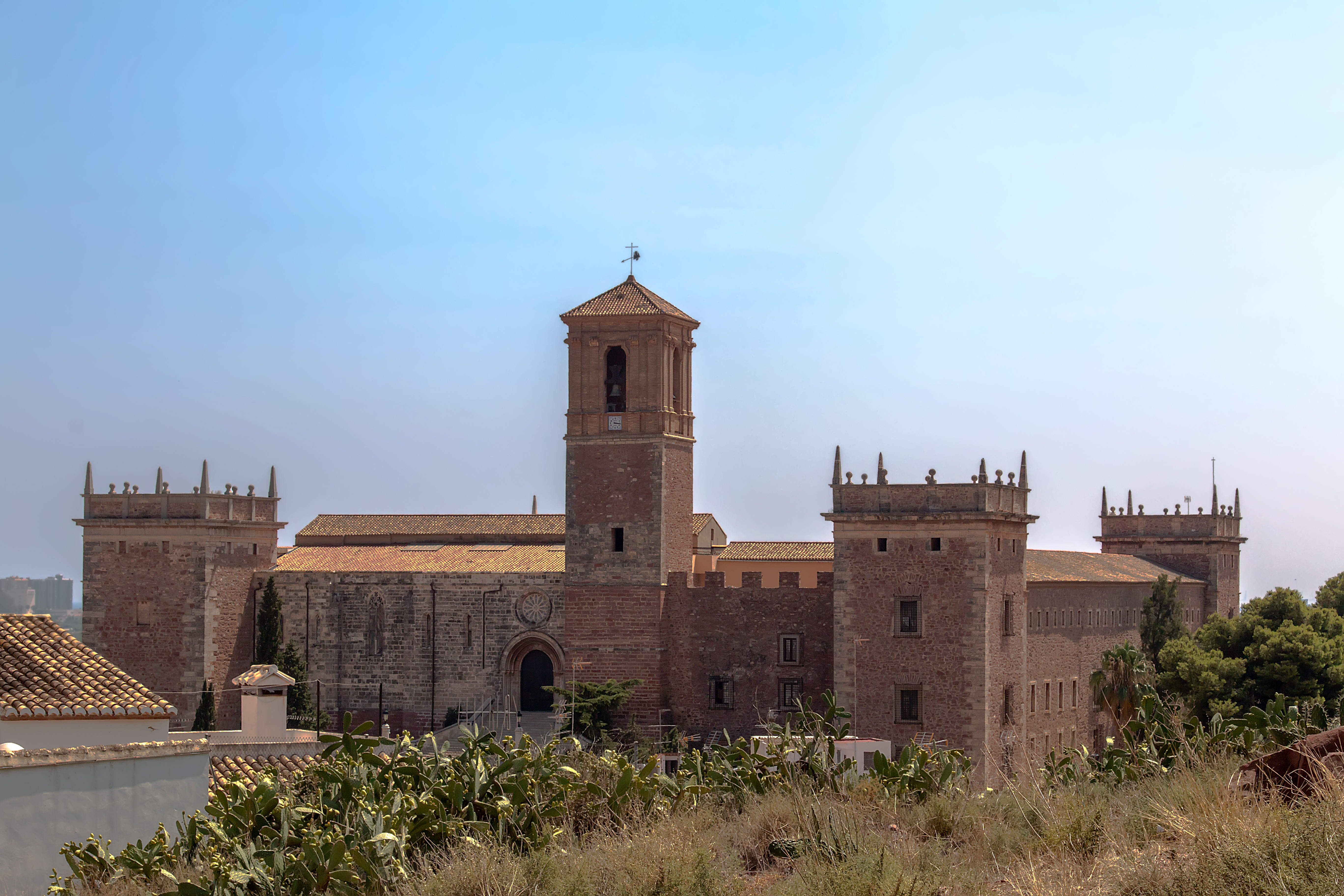
El Monasterio de Santa María del Puig, lugar donde se firmaron las Normas del Puig

En 1978 el Centro pasó a denominarse Academia de Cultura Valenciana, por mandato de la Diputación de Valencia, entonces controlada todavía por el franquismo. A partir de este momento, la Academia se convierte en un instrumento para legitimar el anticatalanismo y el secesionismo lingüístico valenciano. Al año siguiente, 1979, la sección de Llengua i Lliteratura Valencianes elaboró unas normas ortográficas para el valenciano diferentes a las utilizadas hasta entonces, estas nuevas normas serían conocidas como Normas del Puig, debido a que se sometieron a un acto de adhesión que tuvo lugar en el Monasterio de Santa María del Puig el 7 de marzo de 1983. En 1986, la Academia fue aceptada en el Instituto de España como una Academia asociada. En 1991, el rey Juan Carlos I, le concedió el título de Real, por lo que la entidad fue reconocida y denominada a partir de entonces como Real Academia de Cultura Valenciana, nombre que consta actualmente en el Instituto de España.

### Real Academia de Cultura Valenciana
Actualmente, al presidente de la Diputación de Valencia le corresponde la presidencia de honor de la entidad, y al alcalde de Valencia su vicepresidencia. Si bien tradicionalmente su dirección ha estado vinculada a la derecha política, a partir de 1995, desde el Partido Popular de la Comunidad Valenciana se inicia un proceso de control e instrumentalización de la institución, recibiendo donaciones por parte de las instituciones valencianas, como la sede de la calle Avellanas. Este proceso ha sido definido como de "compra" e "instrumentalización" partidista por parte del Partido Popular de la Comunidad Valenciana.
En octubre de 2014 la Generalidad Valenciana le concedió la Distinción de la Generalidad al Mérito Cultural.
En el año 2015, la Real Academia de Cultura Valenciana (RACV) celebró su centenario, siendo el rey Felipe VI el presidente de honor de los actos de conmemoración. El 20 de enero de 2015 tuvo lugar el acto central del centenario de su fundación, coincidiendo con la fecha en la que inició su actividad. El decano de la institución, Enrique de Miguel, presidió el acto de celebración desarrollado en La Lonja de la ciudad de Valencia acompañado de diversas autoridades, como el presidente de la Generalidad, Alberto Fabra; el de las Cortes Valencianas, Alejandro Font de Mora; el delegado del Gobierno en la Comunidad, Serafín Castellano, y la alcaldesa de Valencia, Rita Barberá.
En marzo de 2015 el Ayuntamiento de Valencia acordó conceder la Medalla de Oro de la Ciudad de Valencia a la Real Academia de Cultura Valenciana. En palabras de Federico Martínez Roda, decano de la RACV desde finales de 2015 hasta 2019, la RACV no ha sido tenida en cuenta por haber sido una academia inmersa en la política, hecho que en su opinión debería cambiar.

## Postura lingüística
Desde los años 1980 la RACV es, junto a Lo Rat Penat, una de las pocas entidades que defienden las Normas del Puig para codificar el valenciano. La RACV sostiene que el valenciano es una «lengua autóctona» desde todos los puntos de vista: genético, geográfico, político, literario, sociológico y lingüístico. En palabras del director de la sección de lengua y literatura, Voro López, la entidad reconoce que el valenciano y el catalán forman parte de la misma familia lingüística, si bien no están de acuerdo en usar la misma normativa que en Cataluña.
En 2001 se constituye la Academia Valenciana de la Lengua (AVL) como única autoridad lingüística oficial en la Comunidad Valenciana, que parte de las Normas de Castellón. La RACV emitió un comunicado lamentando la composición final de la AVL al considerar que no reflejaba equilibradamente las distintas sensibilidades del pueblo valenciano. Ese mismo año se produjo el ingreso en la AVL del decano de la RACV Xavier Casp, provocando tensiones en el secesionismo lingüístico y altercados protagonizados por activistas blaveros que provocaron que Casp, de 84 años, hubiese de ser escoltado bajo un furgón policial. En julio de 2003 las Normas del Puig son reformadas, reintroduciendo los acentos gráficos, en una nueva normativa que fue criticada por algunos sectores por ser parecida a la unitarista de la AVL.
La principal tesis lingüística de la RACV, la independencia del valenciano con respecto al catalán, fue rechazada por la Acadèmia Valenciana de la Llengua (AVL) en un dictamen de 2005. La AVL, mediante la publicación en 2006 de la Gramàtica Normativa Valenciana y el Diccionari Ortogràfic i de Pronunciació del Valencià, no aceptó ninguna de las variantes ortográficas de las Normas del Puig, pero sí algunos de los usos gramaticales y léxicos más significativos, dando incluso preferencia a algunos de ellos.
A pesar de posturas como la del decano de la RACV Vicente Simó Santonja, que afirmó en 2010 aspirar a que poco a poco se llegue a un "punto de encuentro lingüístico que lime las diferencias" entre la RACV y la AVL, o la del también decano Enrique de Miguel, que en 2011 apuntó que "si hay buena voluntad podemos trabajar los dos, RACV y AVL, por un valenciano científico y del pueblo", las posiciones permanecieron mayormente encontradas. En noviembre de 2011 fue nombrado presidente de la AVL Ramon Ferrer Navarro, miembro de la RACV desde 1984 que dimitió de su puesto en la segunda en 2014 haciendo oficial una desvinculación de ya hacía años. Tras la publicación del Diccionari de la AVL de 2016, el decano de la RACV Federico Martínez Roda manifestó que el mismo era "el de todos los valencianos", en una postura de acercamiento a la AVL que recibió el apoyo del presidente de la AVL, Ramon Ferrer, y el conseller de Educación, Vicent Marzà entre otros, aunque no contó con el respaldo de Lo Rat Penat y otras asociaciones que consideraron las declaraciones del decano "un ataque a la idiosincrasia de la lengua valenciana totalmente impropio de quien está al frente de la institución que históricamente la defiende". El 30 de mayo de 2016 la 'Declaració Conjunta' entre la AVL y la RACV fue aprobada por la Junta General de la RACV, pero finalmente, tras la impugnación presentada por 14 de los académicos, el acuerdo fue anulado judicialmente en marzo de 2018 por infracción en el recuento de votos.

## Subvenciones y reconocimiento
Aunque la RACV carece de carácter normativo para la lengua valenciana recibe subvenciones de instituciones públicas valencianas como la Conselleria de Participación, Transparencia, Cooperación y Calidad Democrática. La RACV lo considera como un argumento que respalda su autoridad sancionadora y académica.
El 10 de abril de 2015 la Generalidad Valenciana aprobó la Ley 6/2015 de Reconocimiento, Protección y Promoción de las Señas de Identidad del Pueblo Valenciano, con la que reconocía "la capacidad docente que desarrolla la Real Academia de Cultura Valenciana en la divulgación y defensa de las señas de identidad del pueblo valenciano y, en especial, de la lengua valenciana". La ley incluía una disposición de Modificación de la Ley 4/1998 del Patrimonio Cultural Valenciano, que convertía a la Real Academia de Cultura Valenciana en institución consultiva de la administración de la Generalidad Valenciana en materia de patrimonio cultural. Sin embargo, esta ley fue derogada el 26 de enero de 2016, con lo cual estuvo en vigor menos de un año.

## Académicos
La Real Academia de Cultura Valenciana está integrada por cuatro tipos de académicos, cada uno de ellos con unas obligaciones especificadas en los estatutos de la entidad: de número, electos, de honor y correspondientes. En la solemne ceremonia de ingreso habitualmente celebrada en el Salón del Consulado del Mar, los académicos de número deben pronunciar el correspondiente discurso, tras el cual reciben la medalla que les corresponde según la vacante que vayan a ocupar.

## Secciones y responsables
La Real Academia de Cultura Valenciana cuenta con las siguientes secciones, las cuales pueden ser permanentes o temporales, y tienen como fines los propios de la Real Academia:
- Arqueologia i Prehistòria Estudis Ibèrics "Julián San Valero Aparisi": José Aparicio Pérez, académico numerario.
- Ciències Mig Ambientals i Agroalimentàries "Eduardo Primo Yúfera": Salvador Zaragoza Adriaensens, académico numerario.
- Economía i Dret "Lluís de Santàngel": José Manuel Vela Bargues, académico numerario.
- Estudis Ibèrics "Domingo Fletcher Valls": José Aparicio Pérez, académico numerario.
- Etnologia i Cultura Popular "Francisco Martínez i Martínez": Salvador Chulià Hernánderz, académico numerario.
- Genealogia i Heràldica: José Luis Manglano de Mas, académico numerario.
- Història "Julián Ribera y Tarragó": Enrique de Miguel Fernández, académico numerario.
- Història de l'Art Valencià "Mariano Benllliure Gil": Enrique de Miguel Fernández, académico numerario.
- Ingeniería: José Luis Manglano de Mas, académico numerario.
- Ingeniería cartogràfica i geografia "Jorge Juan": José Luis Manglano de Mas, académico numerario.
- Llengua i Lliteratura Valencianes "Lluís Fullana Mira": Voro López i Verdejo, académico numerario.
- Lliteratura i Filologia: Guillermo Carnero Arbat, académico numerario.
- Musicologia "Juan Bautista Comes": Salvador Chulià Hernández, académico numerario.
- Patrimoni Artístic: Francisco García García, académico numerario.
- Académicos Correspondientes "Roc Chabàs": Francisco García García, académico numerario.

## Miembros ilustres
Desde su fundación como Centro de Cultura Valenciana en 1915 diferentes personalidades han formado parte de la Academia: Vicente Blasco Ibáñez, Eduardo Primo Yúfera, Alberto Sols, Nicolau Primitiu Gómez Serrano, Domingo Fletcher Valls, Julián San Valero, Joaquín Rodrigo, Felipe Garín Ortiz de Taranco, Francisco Lozano, José Aparico, Antonio Gil Olcina y otros muchos.

## Publicaciones
Desde el año 1928 la RACV ha publicado monografías, colecciones, diccionarios y otros documentos normativos, además de revistas científicas dedicadas a temas culturales valencianos, como los Anales, y desde 1986 la Serie arqueológica y la Serie filológica, así como la Serie histórica desde 1995.

### Diccionarios
- El Diccionari General de la Llengua Valenciana, diccionario normativo resultado de un trabajo de más de diez años de Voro López i Verdejo, académico de número y director de la sección de Llengua i Lliteratura Valencianes.[59]

- El Diccionari Bilingüe Valencià-Castellà/Castellà-Valencià, diccionario de uso que facilita el acceso a las formas más usuales en valenciano y su equivalencia en castellano.[60]

- El Diccionari Valencià de Sinònims, Afins i Antònims, obra que tiene la pretensión de ser una obra auxiliar para quien desee ahondar en el léxico valenciano.[61]

- El Diccionari Valencià de la Rima, cuyo propósito es el proporcionar una obra que facilite la posibilidad de encontrar rimas.[62]

### Documentos normativos
- Ortografia de la Llengua Valenciana.
- Gramàtica de la Llengua Valenciana, Antoni Fontelles, Joaquim Lanuza y Laura Garcia (1996).
- Ortografia de la Llengua Valenciana i Estàndart Oral Valencià (2005).
- Els Verps en Llengua Valenciana i la seua flexió, J. Amadeu Àrias (2006).
- Regles de les Vocals E i O Obertes i Tancades en Valencià.
- Normes Bàsiques sobre la Mètrica Valenciana.

### Glosarios
- Onomàstica Valenciana.
- Topònims Valencians.
- Topònims Espanyols.
- Abreviatures en Valencià.
- Onomatopeyes, exclamacions i interjeccions valencianes.

### Informes y escritos
- Informe sobre l'us de l'expressió "bellea del fòc" (2014).
- Història de la Secció de Llengua i Lliteratura Valencianes.
- Intervenció llegida en la Junta General de la RACV el 20/02/2014.
- Informe sobre la llengua valenciana i propostes de revalencianisació.
- Valencianismes: Propostes a la Real Academia Española / Valencianismos: Propuestas a la Real Academia Española.
- El Nom Històric de la Llengua Valenciana.
- Informe de la Secció de Llengua i Lliteratura Valencianes de la Real Acadèmia de Cultura Valenciana sobre la Gramàtica Normativa Valenciana de l’Acadèmia Valenciana de la Llengua.
- Informe de la Secció de Llengua i Lliteratura Valencianes de la Real Acadèmia de Cultura Valenciana Sobre l’Idioma Valencià, solicitat pel Tribunal Suprem.
- Consideracions sobre el topònim -Valéncia-.
- Canvis ortogràfics dels últims 25 anys.
- Resposta de la RACV al dictament de la AVL sobre la llengua valenciana.
- Decàlec presentat per la RACV a la AVL.
- Informe sobre la Llengua de RTVV (1990).
- Declaració de principis de la RACV.
- Manifest dels Ciutadans i Ciutadanes sobre la Llengua Valenciana.
- Consideraciones hechas por la Real Academia de Cultura Valenciana sobre el “Informe sobre la aplicación en España de la Carta Europea de Lenguas Regionales y Minoritarias 2002”

## Galería

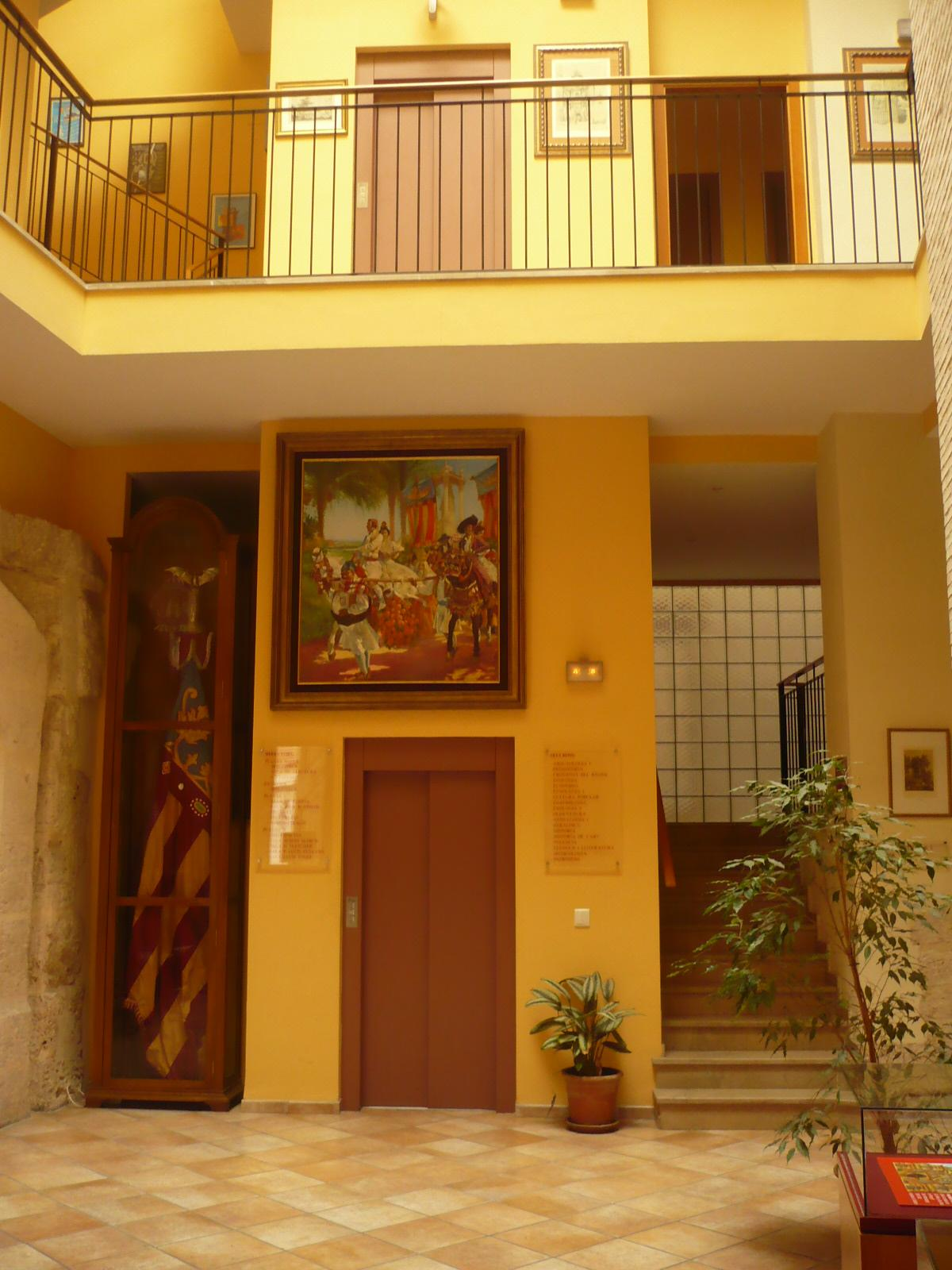
Sede de la RACV en la calle Avellanas de Valencia.
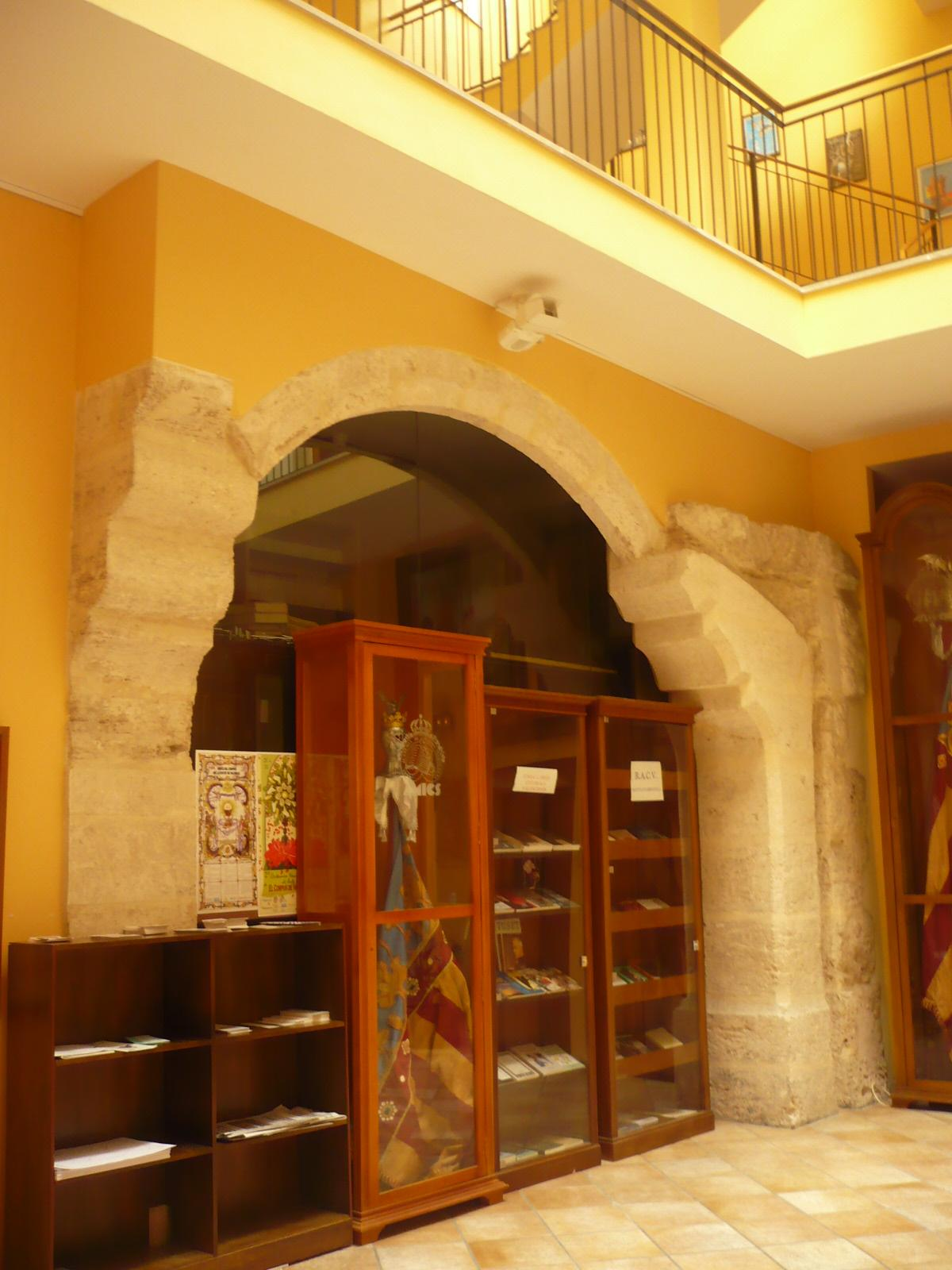
Sede de la RACV en la calle Avellanas de Valencia.
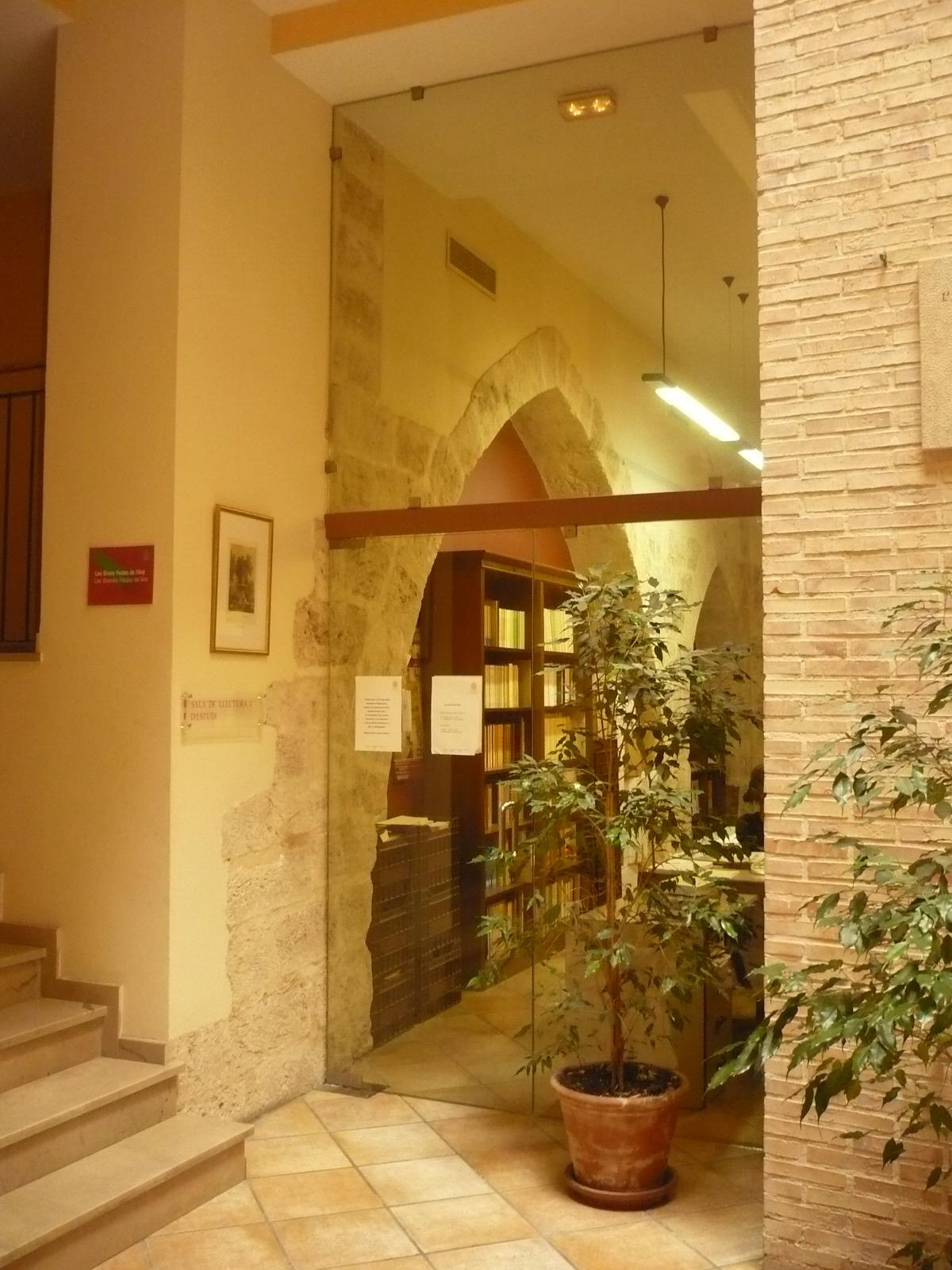
Sede de la RACV en la calle Avellanas de Valencia.